# Sammy Woods (rugby à XV)

b Matchs officiels uniquement.
Samuel Moses James Woods, né le 14 avril 1867 à Ashfield et mort le 30 avril 1931 à Taunton, est un joueur de rugby à XV international anglais évoluant au poste d'avant.
Il est également joueur de cricket et a joué pour l'équipe d'Australie de cricket ainsi que pour celle d'Angleterre.